# Windsor, Pennsylvania
Windsor är en ort i York County i delstaten Pennsylvania. Enligt 2010 års folkräkning hade Windsor 1 319 invånare.